# 몬파인
몬파인(티베트어: མོན་པ་ mon pa, 힌디어: मोनपा)은 인도령 아루나찰프라데시주와 중국령 티베트 자치구에 분포하는 민족 계통이다. 중화인민공화국에서는 먼바족(중국어: 门巴族, 門巴族, 문파족)이라는 이름으로 정부에 의해 인정된 56개 소수민족 중 하나로 있다.

## 분포
아루나찰프라데시주에 사는 약 45,000명의 몬파족 중 약 20,000명이 타왕구(Tawang)에 거주하며 이 지역 인구의 97%를 구성한다. 나머지는 대부분 서카멩구에 거주하며 소수는 동카멩구나 부탄 국경 지대에 분포한다.
중국에서는 2020년 기준 11,143명의 몬파족(먼바족) 인구가 있으며, 티베트 자치구의 모퉈(墨脱県), 닝치(林芝県), 산난 지구(山南地区)의 쿼나(错那县) 등에 거주하고 일부는 먼거 지구(門隔地区)에 살고 있다.

## 언어
중국티베트어족 티베트버마어파의 보드어군에 속하는 여러 언어를 말한다. 중국에서 먼바어는 크게 “쿼나 먼바어”와 “모퉈 먼바어”의 두 방언으로 나눈다. “쿼나 먼바어”는 다왕(達旺)을 중심으로 한 먼모 지구(門墨地区)에서 사용되는 네 방언 중의 하나이며, “모퉈 먼바어”는 주로 자칭 몬파인이 이야기하는 캉뤄어(倉洛語)에 속한다. 이러한 언어는 음성, 어휘나 어법의 구조가 각각 달라 서로의 일상 회화는 불가능하며, 자 민족의 문자가 없고 티베트 문자가 통용되고 있다.

## 거주지
몬파인의 총 인구는 7만여 명이지만, 대부분은 중국·인도 국경지대의 동부 맥마혼 라인 이남의 인도 측에 거주하고 있기 때문에, 현재 중국 영내에 거주하는 몬파인은 7,498명밖에 없다.

## 기원
고대 티베트 사료에서 티베트 바로 남쪽의 "몬율"로 지칭되는 지역의 토착민으로 추정된다. 몬파(Monpa)라는 이름은 이 "몬" 지역에 사는 사람이라는 뜻으로서 아삼 히말라야 지역의 로파(Lhopa)와 구분되는 의미로 쓰였다.
그 뜻대로 몬파인의 조상이 살고 있던 지역은 티베트 자치구 문우(門隅) 남부의 먼거 지구(門隔地区)로 약 200년 전, 일부의 사람들이 티베트 자치구 모퉈현까지 동쪽으로 이동했다. 서기 800년경, 라사의 조캉 사원에 세워진 비석에 기록되어 있는 “맹족”(孟族)이 몬파인의 조상이다.
이 지역은 7세기 티베트 왕국의 불교 영향을 받기 시작했으며, 약 13세기부터 본격적인 지배를 받기 시작한다. 이후 몬파인은 봉건 농노제 아래에서 티베트인의 지배를 받아 왔으며 경제나 종교, 문화 등 다방면으로 영향을 받았다. 맥마흔 라인이 그어진 이후 이들이 살던 지역은 대부분 인도 측의 통치 하에 들어간다.

## 경제
전통적으로 몬파인은 화전 농업에 종사하였지만, 현재는 상전농업(常畑農業)에 종사해, 목축이나 수공예도 겸업하고 있다.

## 종교
몬파인은 티베트인과 같이, 티베트 불교를 두텁게 신봉하며, 라마승으로서 출가하는 사람도 많았다. 지금까지 제6대 달라이라마 트얀개무트 등 고승을 배출한 적도 있다.

## 같이 보기
- 티베트인
- 중국의 소수민족